# Аборты в Кении
Аборты в Кении запрещены, за исключением определённых обстоятельств, в том числе опасности для жизни и здоровья будущей матери и изнасилования. Небезопасные аборты являются одной из основных причин смерти и осложнений для здоровья в Кении.

## Законодательная политика
Аборты в Кении регулируются статьёй 26 (IV) Конституции Кении, в которой говорится, что

Аборт не допускается, если, по мнению квалифицированного медицинского работника, нет необходимости в неотложной помощи или если жизнь или здоровье матери не находятся под угрозой или если это не разрешено любым другим письменным законом.
Оригинальный текст (англ.)Abortion is not permitted unless, in the opinion of a trained health professional, there is need for emergency treatment, or the life or health of the mother is in danger, or if permitted by any other written law.

 Небезопасные аборты являются основной причиной материнской заболеваемости и смертности в Кении.
Кенийский конституционный референдум 2010 года, на котором была представлена статья 26, расширил доступ к абортам, разрешив его по соображениям материнского здоровья. Национальный совет церквей Кении, опасаясь, что это приведёт к легализации абортов, выступил против поправки.
Специалисты могут прекратить беременность, вызванную изнасилованием, согласно постановлению Верховного суда от июня 2019 года. Суд был вынужден рекомендовать медицинским работникам обеспечить безопасный и законный аборт по ходатайству Кенийской федерации женщин-юристов (FIDA).

## Статистика
Опрос, проведённый в 2012 году Министерством здравоохранения Кении, Африканским центром исследований в области народонаселения и здравоохранения и Международными общественными стандартами показал, что в этом году было произведено 464 000 абортов, что соответствует 48 абортам на 1000 женщин в возрасте 15-49 лет; и коэффициент абортов составил 30 на 100 живорождений. Около половины (49 %) всех беременностей в Кении были незапланированными, а 41 % незапланированных беременностей закончились абортом. По оценкам Marie Stopes International, 2600 женщин ежегодно умирают от небезопасных абортов, в среднем семь смертей в день. Почти 120 000 женщин ежегодно госпитализируются из-за осложнений, связанных с абортом.
Публикация этих статистических данных в 2018 году и смерть активистки Кэролайн Мвата в феврале 2019 года после небезопасного аборта выдвинули дискуссию об абортах на первый план в 2019 году.